# Bachtjysarajpalatset
Bachtjysarajpalatset eller Hansaray är ett slott i Bachtjysaraj på Krim.  Det var bostad för Krimkhanatets regenter mellan 1532 och 1783. Det muromgärdade palatsområdet innehåller khanernas bostad, harem, begravningsplats, moské, slavbostäder och trädgårdar. Det är ett historiskt minnesmärke och tillsammans med Alhambra och palatset i Istanbul det mest betydelsefulla historiska muslimska palatset i Europa. 

## Historia
Khanernas flyttade 1532 huvudstaden till Bachtjysaraj och lät då uppföra ett nytt residens. Det präglades av en blandstil uppfört av osmanska, persiska och italienska arkitekter. Under rysk-turkiska kriget (1735–1739) brändes palatset av ryska trupper, men det återuppfördes sedan igen. 
När Krim erövrades av Ryssland 1783 blev palatset kejserlig egendom och sköttes av inrikesministeriet. Katarina den stora bodde i palatset under sitt besök på Krim 1787. Inför hennes ankomst lät Potemkin nyinreda flera av rummen i palatset i en stil han tyckte var mer passande för henne, då han ansåg att den tidigare inredningen inte var praktfull nog. 
Palatset stod tomt under 1800-talet, men besöktes av tsarerna och medlemmar av kejsarfamiljen när de besökte Krim och sköttes av förvaltare. Det genomgick en period av förfall och flera byggnader fick rivas: bland annat revs flera av haremsbyggnaderna år 1818. Andra byggnader genomgick hårdhänta restaureringar utan hänsyn till deras ursprungliga utseende. 
Under 1900-talet började palatsets status som historiskt minnesmärke tas på större allvar, och 1908 öppnades ett museum i palatset. 1912 besökte tsar Nikolaj II och hans familj palatset. Efter oktoberrevolutionen 1917 öppnades ett museum för Krim-tatarernas historia och kultur i palatset. På 1930-talet, under ledning av arkitekten P.I. Hollandsky, renoverades palatset. Det undgick till stor del förstörelse under andra världskriget, även om tyskarna inrättade ett sjukhus på området. Reparationsarbetet och restaureringen av området har fortsatt sedan 1960-talet. 

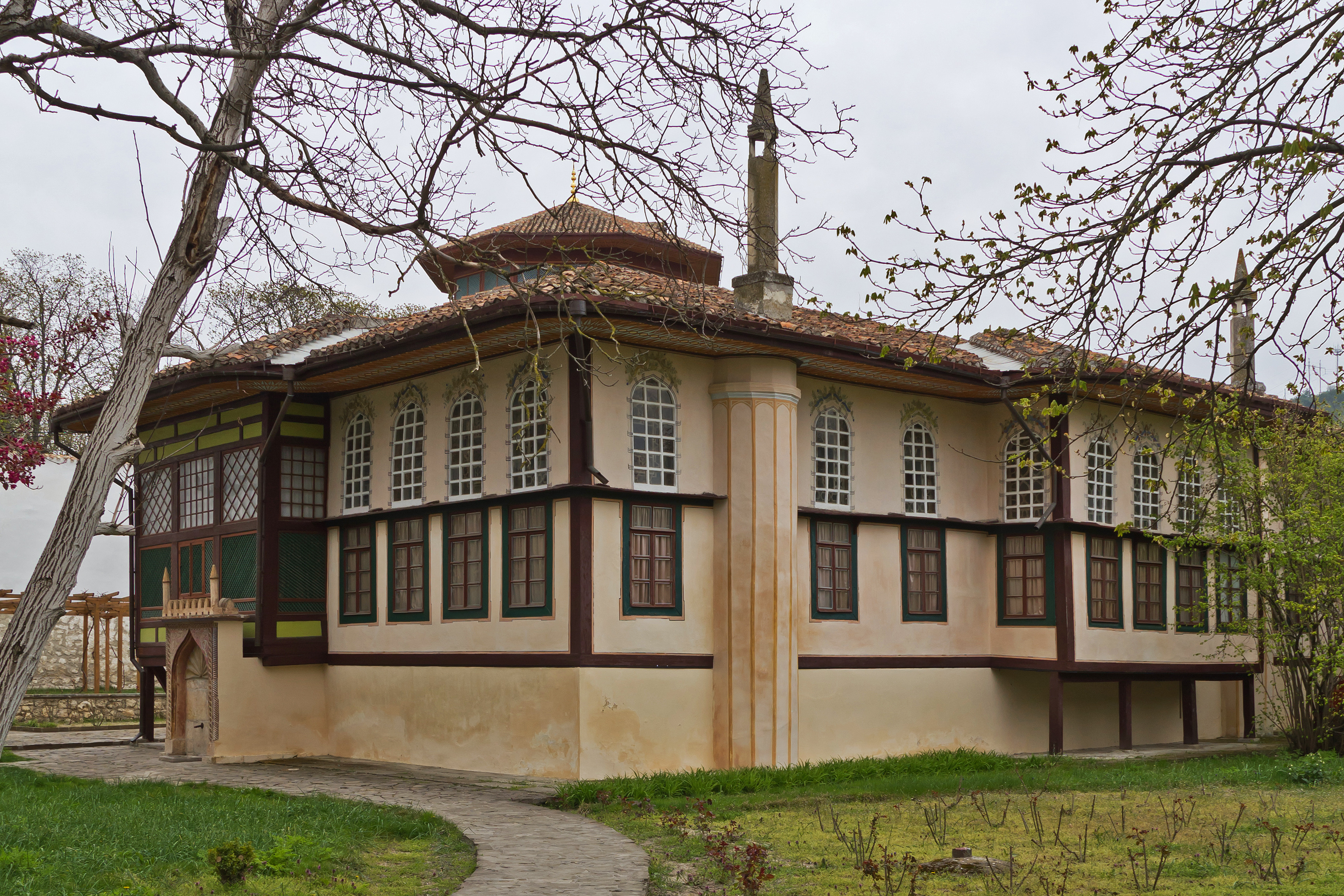
Haremet
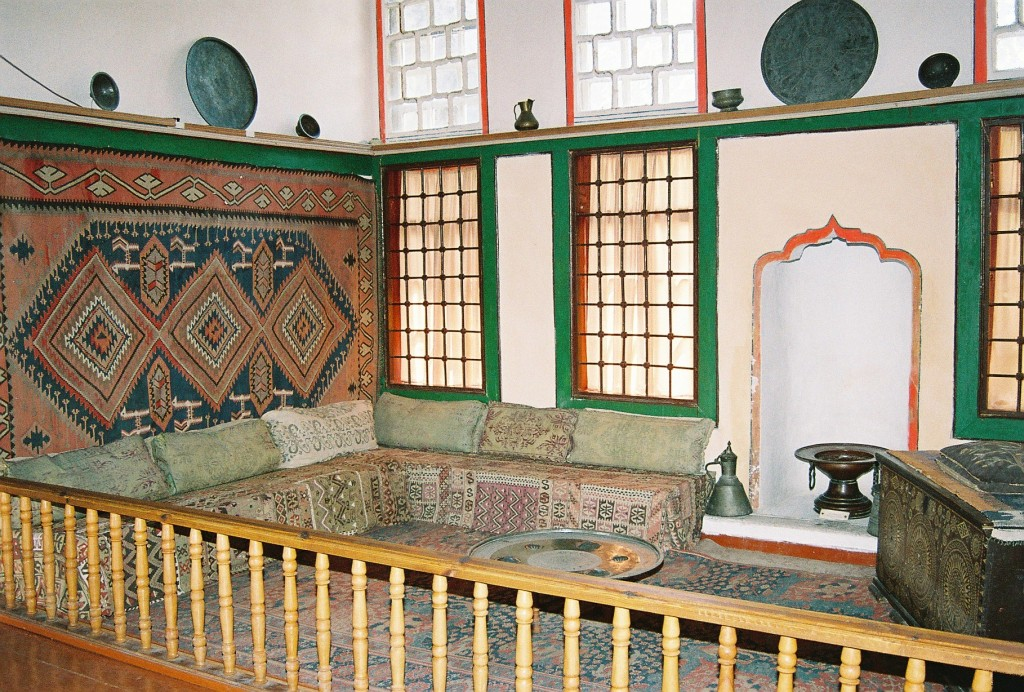
Haremet